# スズキ・VX800

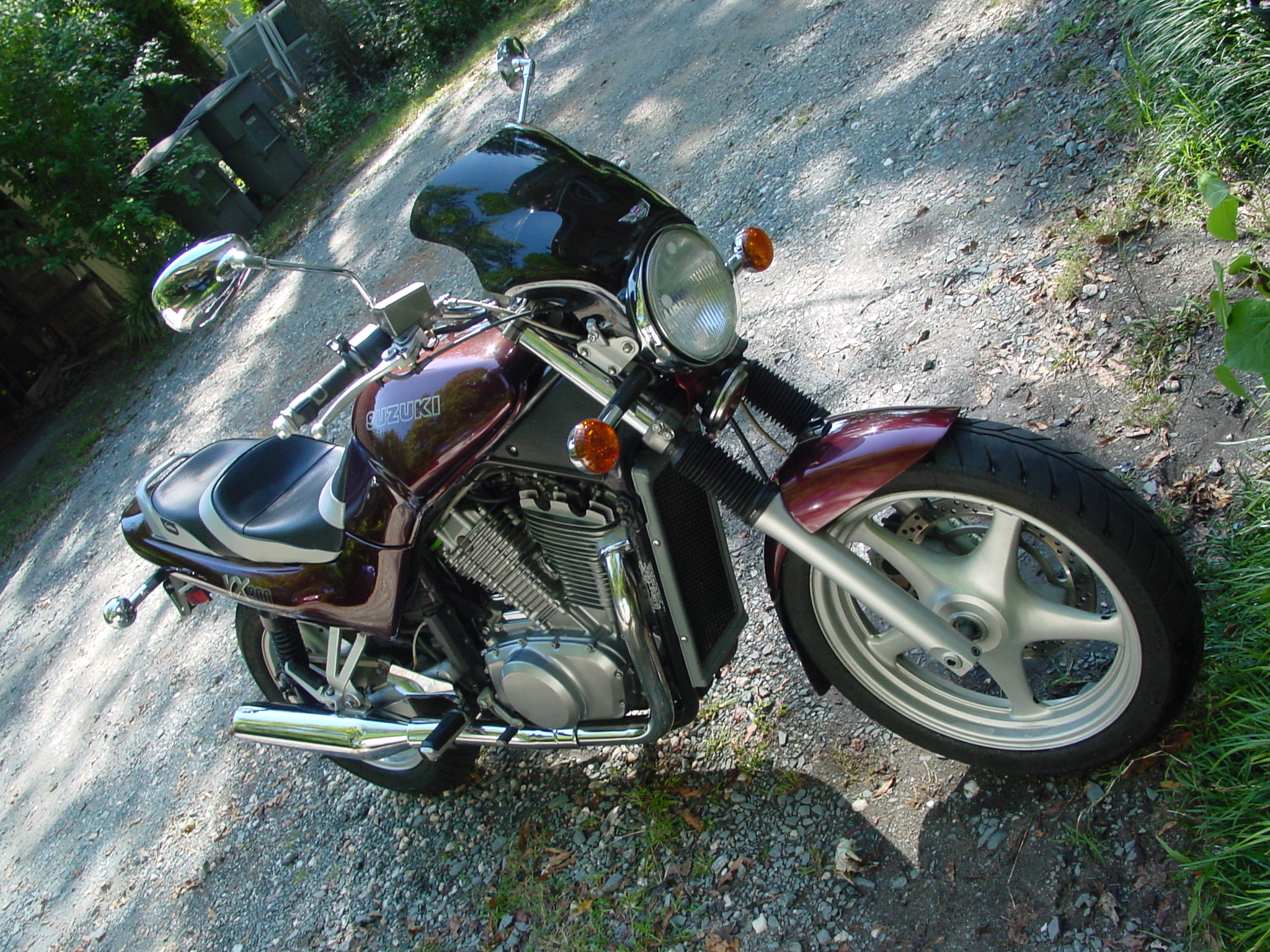
スズキ・VX800

VX800とは、かつてスズキが製造販売していたV型2気筒シャフトドライブのオンロードバイク(英語版)である。

## 概要

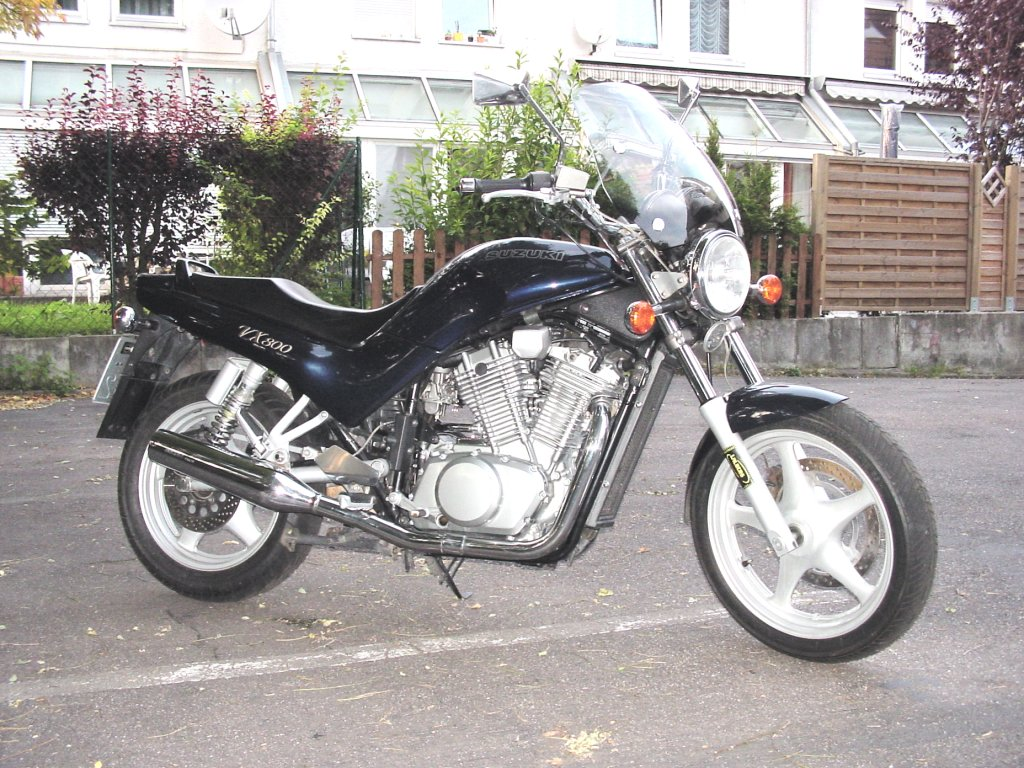
VX800の右サイドビュー

VX800はカリフォルニア州ブレアの米国スズキ・デザインスタジオにて1986年から1989年に掛けて設計され、1990年に発売。1997年まで販売された。米国市場では今ひとつ精彩を欠く販売実績で1993年には販売を終えたが、ヨーロッパ市場では1997年まで販売された。日本市場に於いては、スズキ創立70周年記念車種として、スズキの国内市場向けオートバイとしては初のナナハンオーバーの大型自動二輪車として、鳴り物入りでデビューした。
車体形状はネイキッドに分類される外見であるが、ハンドルバーはヨーロピアンタイプのアップハンドル、フロントフォークはアメリカン(クルーザー)程ではないがキャスター角が大きめでホイールベースが長く、独特のハンドリングを示した。トルクフルな大排気量Vツインエンジンとシャフトドライブによるツアラー的な性格を評価する向きもあったが、カワサキ・ゼファー750等のネオヒストリックバイクの陰に隠れ、目立った人気が得られないまま1994年に販売を終了した。

## 開発までの経緯
VX800の設計チームは、主任デザイナーのドン・プレスネル、主任エンジニアのアキ・ゴトウ、フレーム及びエンジン設計者のサム・ヤマザキで構成されていた。
ヤマザキとゴトウは、スズキ・イントルーダー(英語版)の750ccエンジンと改造フレームを用いて、全く新しいオートバイを組み立てる事を思いつき、ブレア・スタジオにてプロトタイプの研究開発に着手した。フロントフォークのレイクとトレール、フットレストとシフトペダルの位置はプロトタイプの段階でイントルーダーとは異なる形に調整され、最後にヤマザキが板金作業にて手作りしたアルミニウム製燃料タンクが装着されて完成した。このプロトタイプはVX750と呼ばれた。
VX750の最初のフルスケールクレイモデルはプレスネルによりブレア・ファシリティにて作成された。その後、プレスネルのコンセプトは日本のスズキ本社にて修正が加えられた。後に彼は「私が日本に持ち込んだフルスケールクレイモデルは、初期のスケッチと同様のリアフェンダーとシートを装備していた。日本側経営陣がより安全策を採りたかったのは事実でしょう。彼らの修正案ではよりトラディショナルなスタイリングのリアフェンダーとなった。デザイナーのスケッチとモデルは、マーケティング部門まで到達する間にしばしば妥協に遭遇するものだ。」と語っている。コンセプトとデザインの方向性が決定された後、サスペンションとエンジン、外装の最終仕上げは浜松のスズキ本社で行われた。この時点でVX800の研究開発は米国の設計チームの手を離れる事となった。

## 車両解説

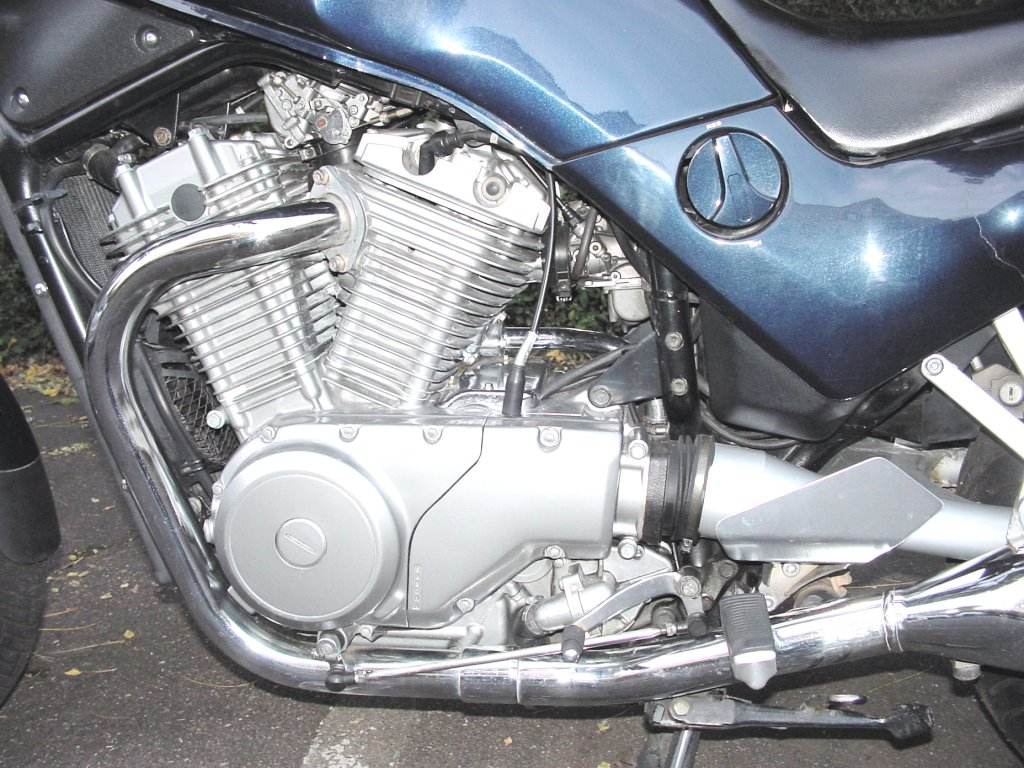
VX800のVツインエンジン。シート脇のスズキ・カタナのチョークノブに類似したデザインのノブは燃料コックである。

VX800のエンジンはイントルーダー750に由来するもので、シリンダーは3mmボアアップされてより大きな排気量を獲得。イントルーダー750の34mmのキャブレターは36mmの大径キャブレターに換装された。またVS1400 イントルーダーと類似した構造のバックトルクリミッターも追加された。
- S51A型・45度クランク位相角度(米国仕様)
- VS51B型・75度クランク位相角度(ヨーロッパ仕様など)
- エンジン方式・4ストローク・水冷・SOHC・TSCC・45度V型2気筒
- 排気量：805 cc (49.12cu inch)
- ボア&ストローク：83.0 mm × 74.4 mm (3.27 in × 2.93 in)
- 圧縮比：10.0:1
- 前バンク用キャブレター：ミクニ BDS36SS、単装
- 後バンク用キャブレター：ミクニ BS36SS、単装
- トランスミッション：5速常時噛合
- 最終減速比：シャフトドライブ、3.090:1
- ブレーキ：前後とも油圧式シングルディスクブレーキ

## モデル一覧

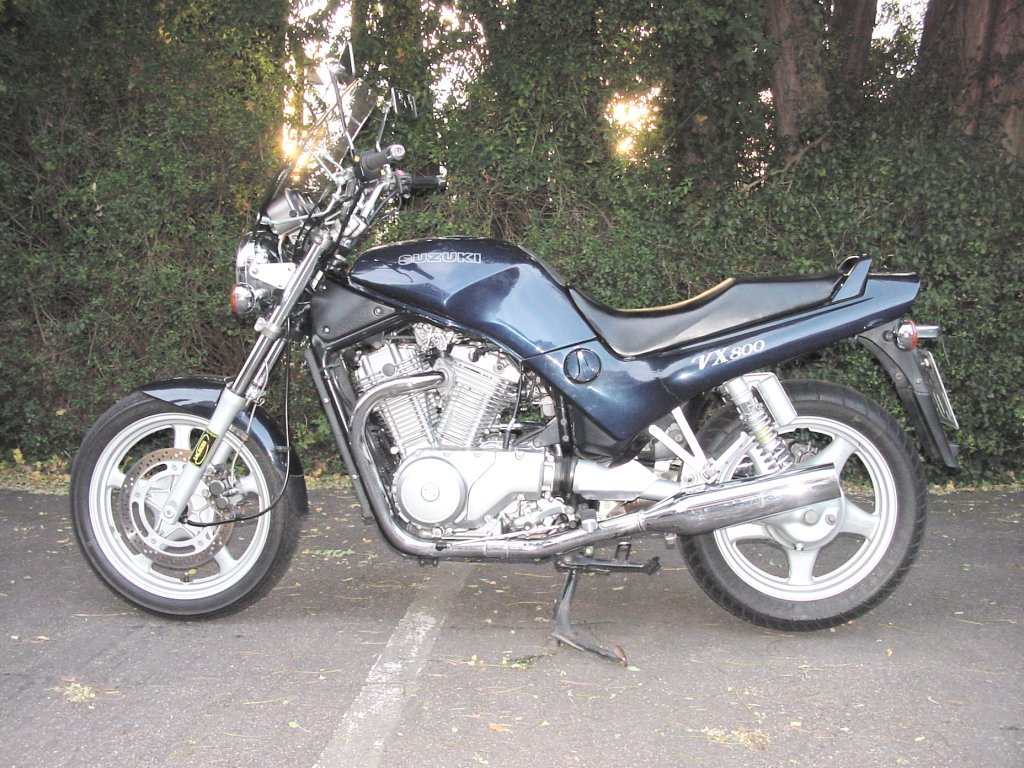
VX800の左サイドビュー

VX800には下記の4つのバリエーションが存在した。:
- 日本仕様は他国仕様より僅かに短いフレームを特徴とした。
- ヨーロッパ仕様は高回転域でのスムーズな動作の為に、75度のクランク位相角度が与えられた。[7]
- 米国仕様は1990年から1993年のみ提供された。米国スズキのテストライダーは75度のクランク位相角度は米国内の一般的な巡航速度域では不活発で気の抜けた印象を与えかねないと主張し、イントルーダーと同じ45度のクランク位相角度が与えられた。結果的にそれは抑揚的な排気音の獲得にも繋がった。米国スズキはより良い加速の為にギア比をより低くする事を要求した。最終的に他国仕様が1.096の二次減速比を有するのに対して、米国仕様は1.133の二次減速比が与えられた[7] 。
  - カリフォルニア州仕様は米国仕様と同様であるが、排ガス対策機器が追加された。